# Johannes XXII.

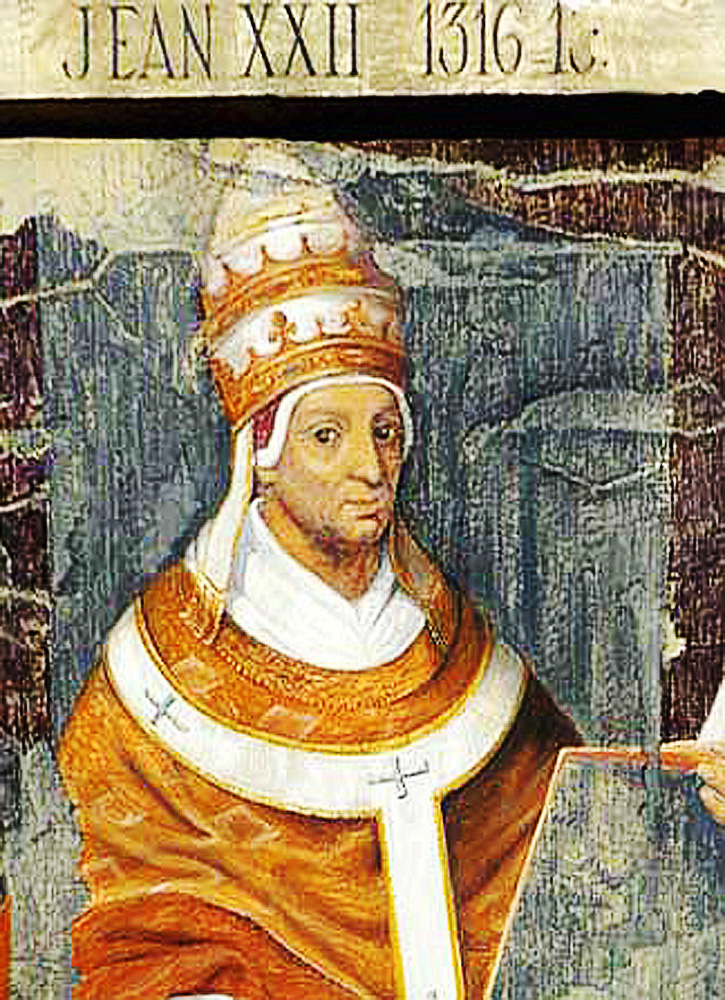
Johannes XXII.

Johannes XXII. (bürgerlich Jacques Arnaud Duèze oder Jacques Duèse, in deutschen Quellen Jakob von Cahors genannt; * 1245 oder 1249 in Cahors, Königreich Frankreich; † 4. Dezember 1334 in Avignon, Königreich Frankreich) war der erste Papst, der (von 1316 bis zu seinem Tod) ausschließlich in Avignon residierte.

## Leben

Wappen Johannes’ XXII., moderne Nachzeichnung

Jacques Arnaud Duèze wurde als Sohn eines Schuhmachers geboren. Er studierte Medizin in Montpellier und Rechtswissenschaften in Paris. Ab 1308 war er Kanzler des neapolitanischen Königs Karl II. von Anjou († 1309) und seines Nachfolgers Robert I. 1300 wurde er Bischof von Fréjus und 1310 Bischof von Avignon, 1312 Kardinalbischof von Porto e Santa Rufina.
In der zweijährigen Sedisvakanz des Papsttums nach dem Tod Clemens V. 1314 hatte sich viel verändert. Philipp IV. der Schöne, König von Frankreich, war noch im selben Jahr gestorben und von seinen beiden unbedeutenden Söhnen abgelöst worden – zunächst von Ludwig X. und nach dessen Tod 1316 von Philipp V. Im Heiligen Römischen Reich traten zwei Könige, Ludwig IV. der Bayer und Friedrich der Schöne von Österreich, gegeneinander auf. Dante beschwor in einem Brief die sieben italienischen Kardinäle, einen Italiener, der die Kurie wieder nach Rom bringen sollte, zum Papst zu wählen. Doch hatte dieses Ansinnen keine Erfolgsaussichten gegen die 17 Franzosen, von denen allein elf aus der Gascogne stammten; und so wurde mit Jakob von Cahors wieder ein Franzose zum Papst gewählt. 

### Pontifikat
Die Wahl Johannes’ XXII. am 7. August 1316 in Lyon wurde von Philipp von Poitou, dem späteren König Philipp V. von Frankreich, durchgesetzt. Es war das letzte Konklave, das länger als ein halbes Jahr andauerte, und es führte erst zu einer Wahl, nachdem Philipp die anwesenden Kardinäle im Dominikanerkloster von Lyon hatte einmauern lassen. Die hygienischen Zustände wurden katastrophal und Duèze simulierte schließlich einen Sterbenden, so dass seine Wahl den zerstrittenen Kardinälen als geringstes Übel und als letzter Ausweg aus ihrer Misere erschien. Johannes, den man auch den „Fuchs von Cahors“ nannte, war sodann der zweite in Avignon residierende Papst (siehe Avignonesisches Papsttum) und wurde auch in der dortigen Kathedrale beigesetzt, nachdem er fast zwei Jahrzehnte amtiert hatte.

#### Gründung des Christusordens
Am 14. März 1319 erteilte Johannes in der Bulle Ad ea ex quibus cultus die Zustimmung zur Gründung des portugiesischen Ordens der Christusritter. Als Gegenleistung übergab der portugiesische König unbefristet die in der Algarve gelegene königliche Burg von Castro Marim als zukünftigen Sitz des neuen Ordens. Damit war es dem portugiesischen Königshaus nach längeren Verhandlungen gelungen, die Zerschlagung des Templerordens zu vermeiden, denn der Papst erlaubte, die Güter der Templer in Portugal insgesamt an den Nachfolgeorden zu übertragen.

#### Konflikte mit dem Kaiser und Armutsstreit
Mit großer Verbissenheit führte er den Kampf gegen Kaiser Ludwig den Bayern und die Spiritualen des Franziskanerordens. Der Konflikt mit dem König drehte sich vor allem um den päpstlichen Anspruch, erst ein vom Papst anerkannter römischer König könne Herrschaftsrechte ausüben (siehe Päpstliche Approbation). Der so genannte Armutsstreit mit den Spiritualen, die die kirchliche Anerkennung und strikte Beobachtung des ursprünglichen Ordensideals der Armut verlangten, hatte bereits unter den Vorgängern des Papstes für erhebliche Diskussionen und Verurteilungen gesorgt und war eigentlich von Clemens V. zugunsten der Spiritualen entschieden worden. Johannes revidierte dieses Urteil jedoch 1317 unter Berufung auf ältere Entscheidungen und ließ die radikalen Spiritualen mit allen Mitteln verfolgen; es kam zu Hinrichtungen. Ein Teil des Franziskanerordens unter Angelus Clarenus spaltete sich in der Folge ab. 
Aus dem gleichen Jahr (1317) gibt es einen ersten Hinweis auf eine sogenannte alchemistische Münze. Der Hinweis befindet sich in einer Bulle von Papst Johannes XXII.
Ab 1321 verlagerte sich der Streit auf die theoretische Frage der Besitzlosigkeit Jesu und seiner Jünger und die daraus abgeleitete Forderung nach vollkommener Armut der Kirche. Nachdem der Papst hierzu Stellung bezogen und die Lehrmeinung der Franziskaner verworfen hatte, beharrte der Orden unter Bezugnahme auf lehramtliche Äußerungen des den Franziskanern wohlgesinnten Papstes Nikolaus III. († 1280) auf seiner Position. Spiritualen wie Ubertin von Casale schlossen sich dem Lager Ludwigs IV. an, der auch vom Generaloberen der Minderbrüder Michael von Cesena unterstützt wurde.
Am 28. September 1322 schlug Ludwig in der Schlacht bei Mühldorf seinen Widersacher Friedrich den Schönen. Im Anschluss versöhnte sich Ludwig mit Friedrich und machte ihn zum Mitkönig. Dies hinderte Papst Johannes nicht, „Prozesse“ gegen den König zu führen, obwohl dieser mehrfach seine Bereitschaft zur Versöhnung bekundet hatte. Als Ludwig in Italien aktiv wurde, drohte ihm Johannes 1323 den Bann an. Im gleichen Jahr verurteilte er die franziskanischen Lehren zur Armut Jesu Christi als Häresie. Daraufhin bezeichnete Ludwig den Papst wegen dessen Haltung im Armutsstreit selbst als Häretiker. Johannes wiederum sprach Ludwig die Königswürde ab und exkommunizierte ihn und seine Anhänger. Es kam in diesem Zusammenhang zur Abfassung zahlreicher politischer und theologischer Streitschriften, in denen u. a. Michael von Cesena, Marsilius von Padua und Wilhelm von Ockham den König und die franziskanische Armutslehre verteidigten.
1327 ließ Johannes den von ihm selbst zum Gespräch eingeladenen General der Franziskaner, Michael von Cesena, in Avignon einkerkern. Dessen Wiederwahl konnte er aber trotz Druckausübung auf den Orden zunächst nicht verhindern. Michael floh ein Jahr später zusammen mit Wilhelm von Ockham zu Ludwig dem Bayern. König Ludwig ließ sich am 17. Januar 1328 von römischen Adligen (darunter wohl auch Sciarra Colonna, Hauptbeteiligter des Attentats von Anagni gegen Bonifatius VIII.) – und nicht vom Papst – in der Peterskirche in Rom „im Namen des Volkes“ zum Kaiser krönen. Durch diesen revolutionären Akt einer Kaiserkrönung durch Laien wurde der Krönungsakt zu einer säkularen Maßnahme ohne sakramentalen Weihecharakter. Nach der Krönung erhob der Kaiser Nikolaus V. zum Gegenpapst. Doch bereits zwei Jahre später unterwarf Nikolaus sich Papst Johannes. 1329 ließ der Papst Geraldus Odonis zum neuen Generaloberen des Ordens wählen und die Schriften seiner Gegner verbieten. Michael von Cesena und die Franziskaner, die weiterhin den vom Papst bekämpften franziskanischen Armutslehren anhingen, galten in den folgenden Jahrzehnten als Sekte (Fratizellen) und wurden durch die Inquisition als Häretiker verfolgt.

#### Förderung der Mission in Asien
Tatkräftig unterstützte der Pontifex die Missionsarbeit im nahen und fernen Osten. Schon 1318 gründete er mit dem Erzbistum Sultaniya in Persien eine neue Kirchenprovinz in einem bislang kirchlich völlig unerschlossenen Gebiet. Es ist dies das heutige Soltaniye in der iranischen Provinz Zandschan. Die Stadt war zu jener Zeit Hauptstadt der dem Christentum gegenüber aufgeschlossenen Dynastie der Ilchane. Besonders die Khane Arghun († 1291) und sein Sohn Öldscheitü († 1316) suchten – auch aus politischen Gründen – nachhaltig den Kontakt zum christlichen Europa, letzterer war sogar christlich getauft.
1329 errichtete Papst Johannes auf den persönlichen Bericht des Indienmissionars Jordanus Catalanus de Severac hin im südindischen Quilon das erste lateinische Bistum des Subkontinents. Er bestellte den Dominikaner zum Oberhirten und sandte spezielle Grußbotschaften an die dortigen Herrscher.

### Charakter und Amtsführung
Johannes XXII. werden menschliche Unzulänglichkeiten, insbesondere Starrsinn, Jähzorn und Spottsucht, nachgesagt. Wie schon sein Vorgänger war der Papst dem Provinzialismus und Nepotismus verhaftet. Fünf nahe Verwandte machte er zu Kardinälen. Durch seine Ernennungen französischer Kardinäle blieb das Papsttum eine südfranzösische Einrichtung. Dem Papst wird auch Simonie (Käuflichkeit bei Ämterbestellungen) vorgeworfen. Jedenfalls bezog er durch ein ausgeklügeltes Steuersystem aus Dispensen, Pfründen und Weihen bis zu 230.000 Gulden im Jahr. Die Gelder trieb die päpstliche Kämmerei mit großer Härte, auf teilweise erpresserische Weise ein. Die Forderung der Spiritualen nach völliger Armut der Kirche und ihre Auffassung von der historischen Armut Christi und seiner Jünger lehnte der Papst strikt ab. Das von ihm angehäufte Vermögen machte ihn zum reichsten Herrscher Europas. 
Persönlich lebte er jedoch einfach und genügsam. Bekannt war seine Angewohnheit, dass er als Papst glaubte, ausschließlich weiße Speisen verzehren zu sollen, wie Milch, Reis, Weißbrot, was nicht gerade eine ausgewogene Diät ergab. Er führte überdies einen beträchtlichen Teil der päpstlichen Einnahmen als Spenden an die Armen ab; speziell zu diesem Zweck schuf er in Avignon das Almosenamt. Dessen Geschäftsbücher belegen, dass täglich Mahlzeiten für die Armen gekocht und im Laufe einer gewöhnlichen Woche bis zu 67.500 Laibe Brot verteilt wurden. Zudem versorgte man die Bedürftigen mit Kleidung und Medikamenten.
Sein Finanzgebaren, aber auch der Nepotismus, der starke französische Einfluss an der Kurie sowie seine Politik gegenüber Ludwig IV. sorgten in Deutschland und Italien für eine starke antipäpstliche Stimmung. Dante, der am 14. September 1321 starb, sah in Papst Johannes XXII. einen Verderber der Kirche.

## Lehre
1324/25 verbot der Papst in der Bulle Docta Sanctorum (Die wohlbegründete Lehrmeinung der heiligen Kirchenväter) die  mehrstimmige Vokalmusik, die als Ars nova bekannt wurde. Das war die erste Äußerung eines Papstes zur Kirchenmusik.
Mit seiner Bulle Quia nonnunquam vom 26. März 1322 verurteilte der Papst die vom Franziskanerorden propagierte Lehre, wonach Jesus Christus und seine Jünger kein persönliches und gemeinschaftliches Eigentum besessen hätten. Die Anhänger dieser Ansicht verwiesen daraufhin auf kirchliche Lehrtradition und beriefen sich speziell auf die von Papst Nikolaus III. in seiner Bulle Exiit qui seminat „für alle Zeiten“ getroffenen Regelungen. Nachdem das Generalkapitel der Franziskaner die päpstliche Äußerung als rechtswidrig zurückgewiesen hatte, weil der Papst einen einmal vom Lehramt gebilligten Lehrsatz nicht widerrufen könne, und franziskanische Theologen die Rechtgläubigkeit der vom Papst kritisierten Position bekräftigt und durch exegetische Gutachten untermauert hatten, reagierte Johannes am 8. Dezember desselben Jahres in seiner Bulle Ad conditorem canonum, erklärte sich zur Rücknahme „hinderlicher Gesetze“ seiner Vorgänger ausdrücklich für bevollmächtigt und hob die das Armutsideal des Ordens stützende Güterregelung des Franziskanerordens auf. Mit der Bulle Cum inter nonnullos vom 12. November 1323 erklärte der Papst die oben zitierte Auffassung schließlich offiziell für häretisch. Dabei stützte er sich auf theologische Erörterungen des Dominikaners Thomas von Aquin, den er im Juni 1323 heiliggesprochen hatte.
Johannes XXII. führte ab 1328 auch den Inquisitionsprozess gegen Meister Eckhart, den Erzbischof Heinrich II. von Virneburg 1325 begonnen hatte. Eckhart gilt als einer der bedeutendsten Mystiker des Mittelalters. Da er sich dem Urteil der Glaubensrichter unterwarf und zudem vor Abschluss des Verfahrens starb, wurde er selbst nicht als Häretiker verurteilt, jedoch erließ Johannes am 27. März 1329 die Bulle In agro dominico, die 28 von Eckharts Sätzen verurteilte.
Johannes XXII. vertrat in seinen letzten Lebensjahren die Lehre, die Seelen der Heiligen würden nach ihrem Tod bis zum Jüngsten Tag nicht zur Anschauung Gottes (visio beatifica) gelangen, sondern lediglich zur Anschauung Christi als Mensch. Diese von der traditionellen Lehrmeinung abweichende Doktrin vertrat er in den Jahren 1331 und 1332 auch in Predigten, allerdings ohne methodische Stringenz. Johannes XXII. soll diese Meinung kurz vor seinem Tod widerrufen haben; sein Nachfolger Benedikt XII. wies sie mit der Bulle Benedictus Deus 1336 definitiv zurück. Die entsprechenden Aussagen Johannes’ XXII. gelten als theologische Privatmeinung und sind nicht vom Dogma der päpstlichen Unfehlbarkeit gedeckt. Dieses 1870 verkündete Dogma bezieht sich allein auf feierlich (ex cathedra) verkündete Glaubenssätze, denen erkennbar die Absicht zugrunde liegt, eine unfehlbare Glaubensentscheidung zu treffen. Andere päpstliche Äußerungen werden daher nach katholischer Lehre nicht als unfehlbar betrachtet.
1334 fügte Papst Johannes den Dreifaltigkeitssonntag in den römischen Kalender ein.

## Literarisches Nachleben
Umberto Ecos Roman Der Name der Rose spielt im Jahre 1327, also während des Pontifikats Papst Johannes’ XXII., und thematisiert in der Rahmenhandlung den damals aktuellen Armutsstreit zwischen den Franziskanern und der Kurie.
In seinem Roman Die schwarze Rose aus dem Jahr 2022 schildert Dirk Schümer mittelalterliches Leben, Ränke und kriminelle Intrigen zur Zeit von "Papst Joan" in Avignon.